# 처다오거우역
처다오거우역(중국어: 车道沟站)은 중국 베이징시 하이뎬구 수광 가도·즈주위안 가도 경계의 란뎬창 남로·즈주위안로 교차로에 위치한 베이징 지하철 10호선의 지하철역이다. 역은 현지 지명인 “처다오거우(车道沟)”에서 이름을 따왔다. 처다오거우역에서 츠서우쓰역 간 우루 정차장으로 연결되며, 우루 정차장의 출입 인상선이 처다오거우역까지 본선으로 연결된다.

## 위치
이 역은 즈주위안로(동서 방향)와 란딘창 남로(남북 방향)가 교차하는 지점에 있으며, 징미 우회 운하(남북 방향)를 건너 처다오거우교 서쪽 육교 구역에 위치하여 처다오거우교 아래를 통과한다. 란딘창 남로의 서쪽을 따라 남동 - 북서 방향으로 배치되어 있다.

## 역 구조
이 역은 2층 건물의 지하역이다. 본체는 지하 굴착 공법으로 건설되었으며, 지하 1층은 고가 도로를 피하기 위해 별도의 대합실을 사용하였으며, 분리형 섬식 승강장 설계를 적용하였다.

### 층별 구조
| 지면층             | 가도                            | A-D출입구                          |
| 지하 1층 대합실 층 | 대합실                          | 고객센터, 자동 발권기, 출입 게이트 |
| 地下二层 승강장    | ←                               | ■ 10호선 내선 순환 (창춘차오)      |
| 地下二层 승강장    | 섬식 승강장, 왼쪽 출입문이 열림 |                                    |
| 地下二层 승강장    | →                               | ■ 10호선 외선 순환 (츠서우쓰)      |

- 처다오거우역 북쪽 대합실(2021년 12월 촬영)
- 처다오거우역 남쪽 대합실(2018년 12월 촬영)
- 처다오거우역 분리식 섬식 승강장 설계1(2014년 2월 촬영)
- 처다오거우역 분리식 섬식 승강장 설계(2018년 12월 촬영)
- 처다오거우역 분리식 승강장 연결 통로(2013년 1월 촬영)

## 출구
|                         |                              | |      |             |
| 출구                    | 지시                         | 출구 인근 | 사진 | 무장애 시설 |
| 出口 · A                | 반징로(板井路) 북측          | 중국 광다은행 센트리시티 지점(中国光大银行世纪城支行), 중국조선공업공사(中国船舶重工业集团公司)                    |      |             |
| 出口 · B                | 란뎬창 남로(蓝靛厂南路) 서측 | 베이팡랑위에 호텔(北方朗悦酒店), 베이방 지산 호텔(北方地产大厦), 중국병기그룹(中国兵器集团), 베이팡 병원(北方医院) |      | 빈칸        |
| 出口 · C                | 즈주위안로(紫竹院路) 남측    | 베이징 기상국(北京市气象局), 하이뎬 실험 중학교(海淀实验中学)                                                      |      | 빈칸        |
| 出口 · D                | 즈주위안로(紫竹院路) 남측    | 대당환경산업그룹(大唐环境产业集团), 자하오 국제센터(嘉豪国际中心)                                                  |      |             |
| 아이콘 설명: 엘리베이터 |                              | |      |             |

## 운영
이 역은 10호선 하행(내부 순환) 열차의 출발점이자 상행(외부 순환) 열차의 종착역이다. 10호선 운행 초기에는 '교통간 운행'이 실시되었고, 구간 열차는 처다오거역과 쑹자좡역 사이를 운행하였다.